# Центральный банк Суринама
Центральный банк Суринама (нидерл. Centrale Bank van Suriname) — центральный банк Республики Суринам.

## История
Банкноты для Нидерландской Гвианы (затем — Суринама) в 1829—1837 годах выпускал Вест—Индский банк, в 1865—1957 годах — Суринамский банк. Правительство колонии выпускало банкноты мелких номиналов.
В 1956 году основан Центральный банк Суринама. Банк начал операции 1 апреля 1957 года, выпуск банкнот — в 1963 году.